# Appel du 17 juin 1940 (Charles Tillon)
Pour les articles homonymes, voir Appel du 17 juin 1940.
L'Appel du 17 juin 1940 désigne un tract de Charles Tillon diffusé à Bordeaux avec la complicité de certains kiosquiers communistes. Les tracts rapportant l'appel du dirigeant du Parti communiste étaient encartés dans des journaux bordelais comme La France ou La Petite Gironde.

## Le contexte politico-diplomatique et militaire
Ce même jour, le maréchal Pétain, nommé président du Conseil par le président Albet Lebrun fait un discours radiophonique :

« À l’appel de Monsieur le Président de la République, j’assume à partir d’aujourd’hui la direction du gouvernement de la France. Sûr de l’affection de notre admirable armée qui lutte, avec un héroïsme digne de ses longues traditions militaires, contre un ennemi supérieur en nombre et en armes ; sûr que, par sa magnifique résistance, elle a rempli ses devoirs vis-à-vis de nos alliés ; sûr de l’appui des anciens combattants que j’ai eu la fierté de commander, sûr de la confiance du peuple tout entier, je fais à la France le don de ma personne pour atténuer son malheur. En ces heures douloureuses, je pense aux malheureux réfugiés, qui dans un dénuement extrême sillonnent nos routes. Je leur exprime ma compassion et ma sollicitude.

C’est le cœur serré que je vous dis aujourd’hui qu’il faut cesser le combat. Je me suis adressé cette nuit à l’adversaire pour lui demander s’il est prêt à rechercher avec moi, entre soldats, après la lutte et dans l’honneur, les moyens de mettre un terme aux hostilités. Que tous les Français se groupent autour du gouvernement que je préside pendant ces dures épreuves et fassent taire leur angoisse pour n’obéir qu’à leur foi dans le destin de la patrie. »

Ce discours et cette nomination font suite à la démission de Paul Reynaud du poste de Président du Conseil.
Entre le 26 mai et le 2 juin, l'armée belge faisait défection, et la Grande-Bretagne décidait, sans concertation avec le commandement français, de replier son armée en rembarquant par Dunkerque la totalité de son corps expéditionnaire de 200 000 hommes, ainsi que 140 000 Français, laissant le reste de l'armée française seule face aux Allemands. 
Le représentant de Churchill auprès du gouvernement français, le général Edward Spears, est venu à Bordeaux le 17 juin pour tenter de convaincre Paul Reynaud et Georges Mandel, ministre de l'Intérieur, de rejoindre Londres, mais sans succès,. Reynaud allait démissionner et Mandel était sur le point d'embarquer à bord du paquebot Massilia pour continuer la guerre depuis l'Afrique du Nord. Résolu de longue date à refuser la défaite et à continuer le combat, de Gaulle décide de repartir à Londres ce même jour et Spears l'accompagne dans l'avion mis à disposition de De Gaulle par Churchill pour son voyage de retour en France la veille.

## Le tract
Franck Liaigre dans son ouvrage consacré aux FTP (2015) souligne qu’à ce jour aucun exemplaire original n’a été retrouvé.
Ce texte a pu être présenté comme un appel à la résistance au fascisme hitlérien (il revendique notamment la « formation d'un gouvernement populaire (…) luttant contre le fascisme hitlérien et les 200 familles »). Selon Yves Santamaria, il n'est toutefois que « modérément décalé par rapport aux analyses kominterniennes », dénonce la guerre comme impérialiste et rejette l'alliance avec l'Angleterre. Pour leur part, Jean-Pierre Besse et Claude Pennetier sont sensibles à la différence de ton entre ce tract, offensif envers l'hitlérisme, et les comportements plus ambigus à la même période d'autres membres de la direction du parti (dont Jacques Duclos). Le tract de Charles Tillon leur semble symptomatique de la pensée d'un dirigeant proche des milieux syndicalistes, davantage en prise avec la classe ouvrière, et qui ne s'est rendu qu'une fois (en 1931) en Union soviétique.
Un texte plus long, d'une vingtaine de pages, publié également à Bordeaux le 18 juillet (le « manifeste de Bordeaux »), reprend et développe les mêmes thèmes, vilipendant plus vivement encore l'hitlérisme mais aussi le régime de Vichy et l'armistice, qualifié de « pacte de bourreaux ».

## Texte
Un exemplaire du tract a été retrouvé aux archives départementales de la Gironde par l'historien Roger Bourderon . Bourderon montre que le tract du musée Jean Moulin, est un faux et qu'il existe au moins 4 tracts communistes distribués dans la région de Bordeaux entre le 11 juin 1940 et le 22 juin 1940, et qu'aucun d'entre eux ne peut être daté de façon précise. 
 APPEL AU PEUPLE DE FRANCE

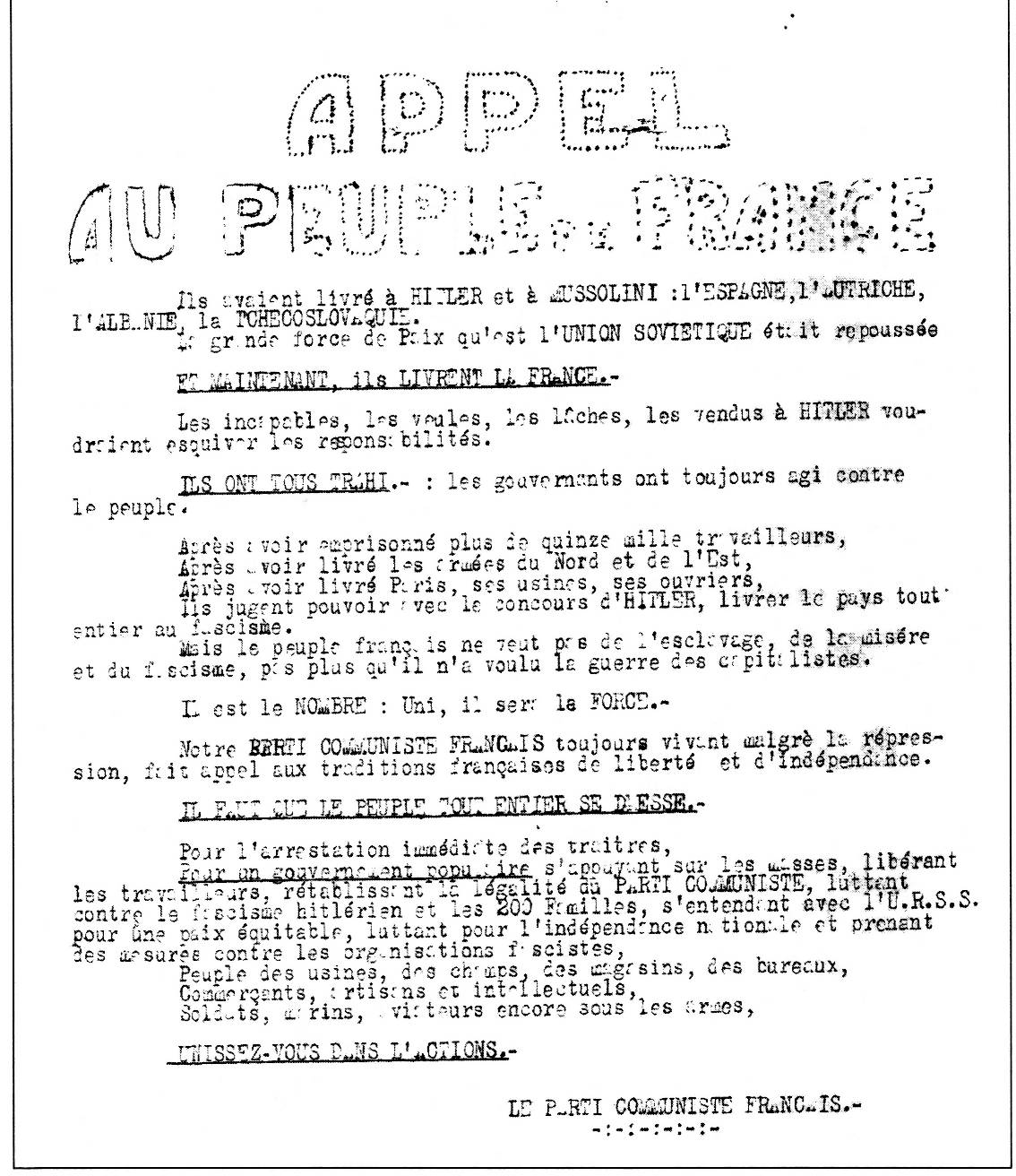
Tract "Appel au peuple de France" signé "Le parti communiste de France" trouvé par Roger Bourderon aux Archives départementales de la Gironde cote VR32

Les gouvernements bourgeois ont livré à hitler et à Mussolini : l'ESPAGNE, l'AUTRICHE, l'ALBANIE et la TCHECOSLOVAQUIE.
La grande force de paix qu'était l'UNION SOVIETIQUE était repoussée.
ET MAINTENANT, ILS LIVRENT LA FRANCE
Les incapables, les veules, les lâches, les vendus à HITLER voudraient esquiver les responsabilités.
ILS ONT TOUS TRAHI : Les gouvernants ont toujours agi contre le peuple.
Après avoir emprisonné plus de quinze mille travailleurs, 
Après avoir livré les armées du Nord et de l’Est, 
Après avoir livré Paris, ses usines, ses ouvriers, 
Ils jugent pouvoir, avec le concours d'HITLER, livrer le pays entier au fascisme. 
Mais le peuple français ne veut pas de la misère de l’esclavage du fascisme. Pas plus qu’il n’a voulu de la guerre des capitalistes. 
Il est le NOMBRE : uni, il sera la FORCE.
Notre PARTI COMMUNISTE FRANÇAIS toujours vivant malgré la répression, fait appel aux traditions françaises de liberté et d'indépendance.
IL FAUT QUE LE PEUPLE TOUT ENTIER SE DRESSE
Pour l'arrestation immédiate des traîtres
Pour un gouvernement populaire s'appuyant sur les masses, libérant les travailleurs, rétablissant la légalité du PARTI COMMUNISTE, luttant contre le fascisme hitlérien et les 200 familles, s'entendant avec l'URSS pour une paix équitable, luttant pour l’indépendance nationale et prenant des mesures contre les organisations fascistes. 
Peuple des usines, des champs, des magasins, des bureaux,  
Commerçants, artisans et intellectuels,  
Soldats, marins, aviateurs encore sous les armes, 
UNISSEZ-VOUS DANS L'ACTION
    
LE PARTI COMMUNISTE FRANÇAIS !